# Аристотель Онассіс
Аристотель Онассіс (грец. Αριστοτέλης Ωνάσης, 15 січня 1906, Смірна — 15 березня 1975, Нейї-сюр-Сен) — грецький підприємець-судновласник, мільярдер.

## Історія успіху

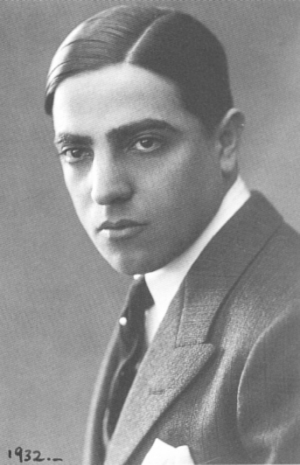
Онассіс, 1932

Народився 1906 року в місті Смірна в родині Сократа Онассіса, досить заможного торговця тютюном. Утім, 1922 року Онассіси втратили майже увесь свій статок, коли Греція втратила Смірну і була змушена передати її Туреччині. Під час греко-турецького обміну населенням родина переїхала до Пірея, а Аристотель вирушив до Аргентини в пошуках кращого життя. В Буенос-Айресі він змінив кілька професій: некваліфікований робітник, весляр, посудомийник, офіціант, продавець фруктів. Аби влаштуватись на роботу монтером телефонної лінії, Онассіс додав собі для переконливості кілька років, тому деякі джерела зазначають рік народження 1900.
Пізніше він став нічним портовим диспетчером, проте таке життя не влаштовувало амбітного Аристотеля. Він попросив батька надіслати найм'якшого тютюну, і той надіслав зразки, вирощені на Пелопоннесі поблизу Нафпліона. Онассіс почав обходити аргентинські тютюнові заводи, проте на співпрацю із ним ніхто не наважувався. Нарешті 1924 року в ресторані «Las Tres Palabras» у Ріо-де-Жанейро, де Онассіс працював офіціантом, він запропонував сигару, надіслану батьком, відомому танцівнику танго Карлосу Гарделю. Цей випадок став поворотним у житті Онассіса: вже через кілька місяців сигарети «Меланж Гардел» стали популярними не лише в Аргентині, але й усій Південній Америці. Він збільшив використання імпортного східного тютюну в Аргентині з 10 до 35% і через два роки заробив 100 тис. доларів з 5% комісійних від торгівлі тютюном.
Згодом Онассіс придбав власне устаткування і випускав дві марки сигарет «Osman» та «Primeros». Аристотель ввів новації — рожеві або золоті кінчики, строката обгортка, новомодна алюмінієва фольга і хрумка целофанова упаковка. У бізнесі йому допомагали два кузени — Нікос та Костас Коніанідес. 1929 року Греція проголосила 1000% підвищення податків для імпорту товарів із країн, що не мали із Грецькою республікою спеціальної торговельної угоди. Це могло просто знищити бізнес Онассіса. Відтак, за допомогою свого товариша Костаса Гратсоса, який походив із давнього знатного грецького роду, здобув освіту у Лондонській економічній школі та мав необхідні зв'язки, Онассіс звернувся із листом до прем'єр-міністра Греції Елефтеріоса Венізелоса. Після кількох зустрічей Онассіса із міністром закордонних справ Греції Андеасом Міхалакопулосом, торговельна угода між Грецією та Аргентиною була підписана, а сам Аристотель Онассіс став генеральним консулом. Це значно посилило його владу, він розширив сферу своєї активності за рахунок виробництва не тільки сигарет, але й іншої продукції. Відтак, свій перший мільйон (згідно з банківським рахунком) Онассіс заробив у віці 25 років, 1931 року — напередодні Великої депресії.
1932 року Онассіс, зібравши увесь свій статок, що склав 600 тис. доларів, прибув до Лондона та придбав 6 канадських сухогрузів вартістю по 2 мільйона доларів кожний всього за 120 тис. 1935 року на шведських верфях замовив перший танкер «Аристон» водомісткістю 15 000 тонн, збудований до 1938 року. Пізніше до «Аристона» приєднались ще два танкери такої ж тонажності. Зрештою, у столиці шведського кораблебудування була заснована верф «А. С. Онассіс, Гетеборг ЛТД», чому посприяло знайомство із дочкою найбільшого судновласника Швеції Інгеборгою Дедикен. 3 квітня 1940 року, коли фашисти ввійшли до Данії та Норвегії, загальна заморожена тонажність суден Онассіса сягнула 50 000 тонн, і це змусило його перенести центр своєї активності до США. 17 квітня 1943 року Онассіс одружився із 17-річною Афіною Ліванос, дочкою судновласника-мільярдера Ставроса Ліваноса. Як шлюбний подарунок Онассіс отримав 2 кораблі «Ліберті» вартістю близько 1 млн доларів. 1947 року підписаний перший контракт із Соконі Ойл, яка керувалась родиною Джона Рокфеллера.

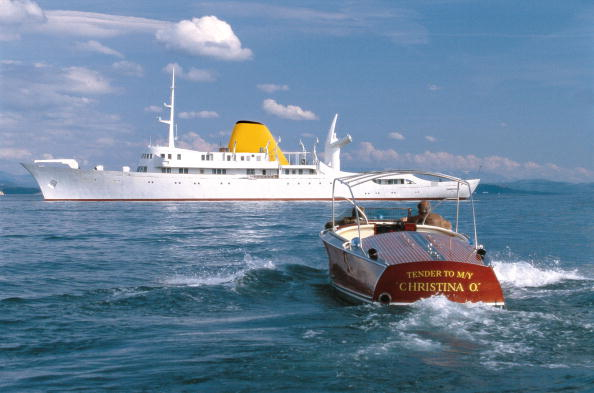
Яхта Аристотеля Онассіса Christina O

30 квітня 1948 року в подружжя Онассісів народився син Александр. Того самого року Онассіс вирішив перенести свій бізнес із США до Європи. На той момент Онассіс володів маєтком у Нью-Йорку, будинком у Монтевідео, постійними апартаментами в готелі «Плаза» у Буенос-Айресі, віллою в Афінах на морському узбережжі, апартаментами на проспекті Фош у Парижі, а також орендував замок Крое у Франції, який раніше належав королю Бельгії Леопольду II, королю Італії Умберто, герцогу Віндзорському та ін. 11 грудня 1950 року народилась дочка Онассіса Крістіна. Того ж року він придбав канадський фрегат «Стормонт», пізніше вклав у нього 4 млн доларів і перетворив на найбільш фешенебельну яхту світу, яку назвав Christina O. Вона була облаштована за останнім словом техніки та коштувала своєму власникові 500 тис. доларів на утримання щорічно.
Запорукою успіху Онассіса була його стратегія не створювати великих компаній і не фігурувати у паперах під власним іменем. Кожна нова серія сухогрузів чи танкерів давала початок новій компанії: «Олімпік марітім» (Франція), «Оверсіз балк керріерс» (Ліберія), «Фтафальгар стімшіп компані» (Велика Британія) — всього близько 85 компаній, що утримувала до 12 кораблів кожна. Така роздрібненість дозволяла найбільш вигідно використовувати специфіку місцевих умов і динамічно мінливу кон'юнктуру ринку. Сам Онассіс володів контрольним пакетом усіх 85 компаній, керували ними його близькі та далекі родичі або досвідчені, перевірені часом друзі-професіонали.
1951 року Онассіс переніс свою штаб-квартиру в Монако. Через третіх осіб він скуповував акції Товариства морських компаній на Паризькій біржі, здобувши пакет в 52% акцій, він почувався хазяїном і в Монако. 1954 року Онассіс заснував Olympic Airways, нині Olympic Airlines.

## Жінки Онассіса

Афіна Ліванос

### Афіна Ліванос
Після 13 років 1960 року Афіна Ліванос розірвала шлюб із Аристотелем Онассісом, коли їх сину виповнилось 12, а дочці — 9 років. Діти отримали 25% флотилії Онассіса, Афіна ж не вимагала нічого. За нею залишились коштовності, що оцінювались не менш ніж у 4 млн доларів та маєток на Каттон-Сквер у Нью-Йорку. Трохи більше, ніж через рік Афіна знову вийшла заміж за маркіза де Бландфорда. 22 жовтня 1971 року в Парижі Афіна Ліванос-Онассіс-Бландфорд таємно одружилася втретє із конкурентом Онассіса — Ставросом Ніархосом, раніше одруженим з її рідною сестрою Євгенією.

### Марія Каллас
Уперше Онассіс зустрів Марію Каллас у вересні 1957 року у Венеції на балу на честь дня народження журналістки Ельзи Максвелл. Проте їхнє кохання спалахнуло тільки навесні 1959 року на іншому балу у Венеції. Заради Онассіса Марія покинула свого чоловіка Баттісто Мененьїні. Проте між нею та Онассісом траплялись часто сварки, він ставився до неї часто зневажливо настільки, що цього соромились навіть його друзі. 1965 року стосунки стали вкрай складними. 1968 року Марія Каллас дізналась із газет, що Аристотель Онассіс одружився із вдовицею американського президента Жаклін Кеннеді.
Одружившись із Кеннеді, Онассіс не забув Каллас. У травні 1970 року він навідував її у Парижі, згодом він продовжував регулярно із нею бачитись. Після смерті сина Олександра, що загинув у авіакатастрофі, Онассіса також втішала Каллас.

### Жаклін Кеннеді
Стосунки Жаклін Кеннеді та Аристотеля Онассіса розпочались після її запрошення на сімейну вечерю після смерті її сина Патріка, що прожив лише 39 годин. З тих пір вони багато часу проводили разом. 10 жовтня 1968 року Онассіс зробив пропозицію Жаклін, і вже 20 жовтня вони заручились у невеличкій каплиці Святої Богородиці на острові Скорпіос. Життя Жаклін було цілком безтурботним, вона жила переважно у Нью-Йорку із дітьми, зустрічаючись із друзями та розважаючись. Коли Онассіса госпіталізували із сильним болем у шлунку, вона також була у Нью-Йорку. 5 тижнів Онассіс перебував у важкому стані, його прооперували. Коли чоловіку стало дещо краще, Жаклін знову полетіла у Нью-Йорк на вихідні, а потім вирішила залишитись на тиждень. Проте в суботу Аристотель Онассіс помер. Через 18 місяців Жаклін Кеннеді отримала від Крістіни Онассіс 26 млн доларів, аби вона назавжди розірвала стосунки із родиною Онассісів.

## Смерть
У лютому 1975 року Онассісу поставили діагноз — пневмонія, що розвинулась унаслідок лікування кортизоном інших недуг. Через 5 тижнів 15 березня 1975 року Аристотель Онассіс помер у віці 69 років. Його поховали на острові Скорпіос. Згідно із заповітом Онассіса, 55% спадку він залишав дочці Христині Онассіс, а 45% передавав на заснування фонду імені Александра Онассіса.
Дочка Крістіна Онассіс, що страждала від наркотичної залежності, скоро також померла. Єдиною спадкоємицею Аристотеля Онассіса була онука Афіна. Статки Онассіса на момент смерті сягали 500 млн доларів, тож коли 30 січня 2003 року Афіна досягла повноліття, вона стала найзаможнішою дівчиною світу. Володіє банківськими внесками на суму 2 млрд доларів, островом Скорпіос в Егейському морі, 11 танкерами, капіталовкладеннями у 90 великих компаній, унікальними творами мистецтва та коштовностями.